# Bojna sekira
Bôjna sekíra je vrsta orožja za boj iz bližine, ki se je razvila iz navadne sekire. Spada med najstarejša orožja v bogati zgodovini bojevanja človeštva, uporabljala se je že pred lokom.
Glede na namen, na to ali so jo uporabljali v pehoti ali konjenici in na kulturno okolje ima različne oblike. Izdelana je bila iz kamna, obsidiana (Južna Amerika), brona, železa ali jekla.
V severni in vzhodni Evropi so bile bojne sekire okrog leta 2200 pr. n. št. močno v uporabi. V zgodnjem srednjem veku (okrog leta 1000) jih je uporabljala predvsem pehota, konjenica je bila oborožena z meči. Do leta 1500 so se uporabljale vedno manj, tedaj pa so ponovno pridobile na pomenu. Bile so najučinkovitejše orožje proti novim oklepom.
Bojne sekire delimo na:
- enoročne ali dvoročne
- enoglavne ali dvoglavne

## Vrste
- šoka
- bhuj
- dao
- tungaj
- biljong

## Drugo
Fraza »izkopati ali zakopati bojno sekiro« pomeni »začeti ali končati boj«.